# Tituria
Tituria är ett släkte av insekter. Tituria ingår i familjen dvärgstritar.

## Dottertaxa tillTituria, i alfabetisk ordning[1]
- Tituria acutangulata
- Tituria angulata
- Tituria antica
- Tituria assamensis
- Tituria borneensis
- Tituria chersonesia
- Tituria chinensis
- Tituria clypeata
- Tituria colorata
- Tituria costalis
- Tituria crinita
- Tituria cuneata
- Tituria flavimacula
- Tituria flavomarginata
- Tituria forficula
- Tituria fuscipennis
- Tituria hebes
- Tituria javanensis
- Tituria laboulbenii
- Tituria laticoronata
- Tituria lokandu
- Tituria maculata
- Tituria nigricarinata
- Tituria nigrina
- Tituria nigrivena
- Tituria nigromarginata
- Tituria obliqua
- Tituria obtusa
- Tituria plagiata
- Tituria planata
- Tituria pyramidata
- Tituria sagittata
- Tituria sativa
- Tituria timorensis
- Tituria virescens
- Tituria viridula